# Fiódor Gladkov
Fiódor Vasílievich Gladkov (en ruso Фёдор Васильевич Гладков) fue un escritor ruso encuadrado dentro del realismo socialista soviético. Nació el 21 de junio (9 de junio según el antiguo calendario juliano) en Chernavka (gobernación de Sarátov), en una familia tradicionalista ortodoxa, y murió el 20 de diciembre de 1958 en Moscú.
Gladkov se unió a un grupo comunista en 1904; en 1905, en Tiflis (actualmente Tbilisi), donde se había unido a otra célula comunista,  fue arrestado por actividades revolucionarias. Fue sentenciado a tres años de exilio, a cuyo término se trasladó a Novorosíisk.
Entre otros cargos, ejerció como editor del diario Krásnoie Chernomórie, secretario de la revista Novi Mir, corresponsal especial para Izvestia y director del Instituto de Literatura Maksim Gorki de Moscú, de 1945 a 1948.
En 1949, a raíz de la publicación de la narración autobiográfica Un cuento de la niñez, recibió el premio Stalin por su obra literaria, considerada un exponente del realismo socialista más clásico; premio que volvería a recibir en 1951. Además, recibiría dos órdenes de Lenin y una orden de la Bandera Roja del Trabajo

## Obras
Su obra, recogida en Собрание сочинений (Sobránie sochineni, 'Obra reunida', 8 vols., Moscú, 1958-59), incluye, entre otros escritos:
- Narrativa:
  - Единородный сын (Iedinorodní sin, 'El único hijo'), 1917; publicada con el nombre de Пучина (Puchina, 'El abismo') en el vol. 1 de la Obra reunida
  - В изгнании (V izganii, 'En el exilio'), 1922; publicada con el nombre de Изгои (Izgoi, 'Los exiliados') en el vol. 1 de la Obra reunida
  - Цемент (Tsement, 'Cemento'), 1925 –novela–
  - Энергия (Energuia, 'Energía'), 1932-1938 –novela–
  - Маленькая трилогия (Málenkaia trilóguia, 'Pequeña trilogía'), 1933: incluye Непорочный черт (Neporochni chert, 'El diablo inocente'), Вдохновенный гусь (Vdojnovenni gus, 'El ganso inspirado') y Головоногий человек (Golovonogui chelovek, 'El hombre cefalópodo')
  - Берёзовая роща (Beriózovaia rosha, 'El bosque de abedules'), 1941
  - Сердце матери (Serdtse máteri, 'El coro de una madre'), 1942; publicada con el nombre de Мать (Mate, 'La madre') en el vol. 5 de la Obra reunida
  - Боец Назар Суслов (Boiets Nazar Súslov, 'El soldado Nazar Súslov'), 1942
  - Малкино счастье (Málkino schástie, 'La felicidad de Malkin'), 1942; publicada con el nombre de Малашино счастье (Maláshino schástie, 'La felicidad de Malashin') en el vol. 5 de la Obra reunida
  - Опаленная душа (Opálennaia dushá, 'El alma rasgada'), 1942
  - Маша из Заполя (Masha iz Zapólia, 'Masha de Zapólia'), 1944
  - Клятва (Kliatva, 'El juramento'), 1944
  - Автобиографическая трилогия (Avtobiografícheskaia trilóguia, 'Trilogía autobiográfica'): incluye Повесть о детстве (Póvest o detstve, 'Un cuento de la niñez', 1949), Вольница (Volnitsa, 'Fuera de la ley', 1950) y Лихая година (Lijaia godina, 'Una mala época', 1954)
  - Мятежная юность (Miatéjnaia iúnost, 'Juventud rebelde'), inacabada
- Teatro:
  - Бурелом (Burelom, 'Los árboles caídos'), 1921
  - Ватага (Vataga, 'La pandilla'), 1923
  - Цемент (Tsement, 'Cemento'), 1928
  - Гордость (Górdost, 'Orgullo'), 1935